# ドロロ
ドロロは、吉崎観音作の漫画『ケロロ軍曹』およびその関連作品に登場する架空のキャラクターである。

## 人物
ケロロ小隊の暗殺兵であり、ケロン軍特殊精鋭部隊「アサシン」の1人。ケロン軍での階級は兵長。
とある理由により「ゼロロ」という名から改名した、ケロロのもとへ最後に合流することになるキャラクターである。
パートナーは東谷小雪。

### 外見
体色は青色で、目は水色。忍者を意識してか頭巾と口当てをしている。
頭巾とおなかにそれぞれ赤と黄色の手裏剣マークがあり、常に小刀を装備している。アフロカラーは水色（体の色よりも明るい）、またはピンク。
なぜか口当ての上からでも食べ物を食べられる。普段は絶対に口当てをはずした顔を見せることはないが、アニメ版ではマスクをしているために飲食が出来ていない時がごく稀に存在する。アニメ第318話Aパートでは実際にこれを逆手に取ったエピソードが放送されたこともあったが、この回でも結局ドロロの口は明かされることはなかった。なお、マスクをつけている理由については、作者の吉崎曰く「小さい頃から(宇宙)ぜんそくの気があるのです。」とのこと。
腰に付けた小刀は"ドロロ刀"と呼ばれ、忍野村の人々から貰った地球製のもの。刃が折れてもすぐに直るという優れものであり、巨大ロボを一発で斬りつけたり、ビームを跳ね返したりとその切れ味は抜群。基本的に使用するのは峰打ちのみで実際に人や動物を斬ることはほとんどないが、地球に害をなす兵器や人物に対しては例外的に使用することがある。
幼年期は頭巾ではなくケロロたちと同じ黄色の帽子をかぶり、口にはマスクをしていた。また小雪に出会うまでは頭に通常のケロロたちと同じ帽子・口にガスマスクのようなものを装備していた。
アニメ第2期の登場時には、反物と桜吹雪に覆われた"武装"でアサシン強化服を装着したこともある他、長い刀を2本クロスするように背負っていたこともある。

### 性格
優しく生真面目な性格。好きなものは平和・友情で、普段は小雪と共に町のパトロール・基地内での無農薬野菜の栽培・ゴミ拾いなどを真面目にいつも行っている他、敵性宇宙人による地球および地球人に対する悪行を食い止め続けている。
地球を愛する心を持つために小隊の中では地球人に最も信頼されており、お仕置きを受けることはほとんどない。弱者や子供に寛大なところがあり、カララとチロロ（アニメではカララとタルル）が誤って地球を消去しそうになってしまった時も「昔から無邪気と申すように、無い邪気をどうやって裁けよう（悪意のない存在を怒ることはできない）」とコメントするほど出来た人。それゆえタママに「この人がいなくなってしまったら、このマンガはどうなってしまうんだろう」と危惧されたこともある。
その性格上、小隊の地球侵略作戦には積極的に参加はせず、作中でもケロロ小隊の作戦会議のシーンにおいて彼の絵が描かれた板が自身の席に置いてあることが多い。またアサシンではあるものの相手を死に至らしめるまではしない。
しかしケロロたち小隊メンバーがピンチに見舞われた時には駆けつける、武力を用いない「平和である」と判断した作戦には参加するなど地球侵略者かつケロロ小隊の一員という立場自体は一応ある程度自覚はしているようであり、上記の町の手伝いなどもあくまで「平和的な活動だから」という平和主義者の一面が強く出ていることも多い。
その設定上、ケロロ小隊唯一の常識人としてケロロたちのせいでバラバラに崩れていく漫画の展開をまとめる役割をする。ある意味物語の収集をつけるキャラクターにもなっており、ケロロたちの作戦の行いで地球が滅亡しかけた時には彼の参戦によって阻止されたことも何回かある。
しかし、話が盛り上がっているところでいきなり登場してクドクドと説教を始めたり、寝込んでいるケロロの横で湿っぽい昔話を始め周りをどんよりとさせたりと、空気の読めないところもしばしばあり、クルル曰く「空気の読めなさはギロロ先輩以上」。
また他の主要メンバーと比べると忍野村での若干偏った知識を得ているためかケロロたちに比べると日本のことに詳しい。しかし、やはり地球人と考え方の根本的な違いがある。古めかしい言葉を使うだけあって漢字に詳しく、非常に達筆。

### 戦闘力
大木や岩などを斬るとなぜか彫刻になるなど、上記の小刀とあわせて剣技は高い。アサシン時代に会得した暗殺兵術（アサシン・マジック）の一つ「護法陣・閃光返し」でケロロ小隊の最終兵器をあっさりはね返すことができる、地球に来てから忍野村での修行の結果ドロロ忍法という独自の忍術を編み出す（後述）など、作中でも最強の戦士の1人としてよく描かれる。
作品内での強さのランクは明かされていないが、ギロロが東谷家の武力制圧を試みた際はギロロがキレていたせいか互角の戦いだったため、ギロロより上であるのは間違いない模様。ゾルルとは、戦闘中に（ケロロに気を取られた隙に）背後を襲われ、一撃で破壊されている。
また宇宙一武闘会で優勝した実績もあり、他宇宙人からも名前が知られているほど有名。ドロロのアンチバリアはアサシン仕様に改良されている。特殊活動兵としての訓練を受けているので、有毒ガスが充満した空間などにいても平気である。しかし、味方に対しては警戒を完全に解いているのか、背後からクルルにマスク越しに睡眠薬を嗅がされるなどして気を失うことがよくある。
必殺技は相手を異次元の狭間に落として消失させる「零次元斬」。小刀で次元を切り裂いて使用する技であり、ゾルルも同じ技を使用する。使用するドロロ忍法は敵の正体を見極める技「鑑定眼力」などがあり、作中でも度々使用されている。またケロロたちと回転寿司に来た際には向こうから回ってきた寿司が何かを見極めるために使うなど、非常にくだらない用途で用いる場合もある。
また、ロボットに乗ると性格が熱血化し、鬼に金棒と言わんばかりの実力を発揮する他、本気で戦闘をする際は「鬼式」と呼ばれる黒い装甲を纏う（後述）。

### 来歴
前述のとおり、地球に来て改名するまでは「ゼロロ」という名前だった。またかつてはゼロロ・オブ・シューティング☆スターというファイティング・ネームも持っていた。
アサシンになったきっかけは、幼少期にケロロからブランコで1回転させられそうになったときにブランコから手を離してしまったものの、その時に地上に見事に着地できたため、彼から「絶対アサシンになれる」と言われたことが始めとされている。
幼少期は内気な性格で、いつもマスクをしていたことからわかるとおり病弱で周りからいつも遅れをとっていたものの、上記の出来事や当時ケロロから「友達」という名目でさせられた過酷な試練（後述）によって自身の体力に自信を持つようになる。その後、二等兵へと昇格して「アサシン」のトップに上り詰めるも、諸事情あって一般の兵士として戦うこととなる。
アニメではケロン軍隠密特殊任務班「X1」（別名：吸血部隊）に所属してから、「共食い」と呼ばれる恐ろしい訓練を受けていた時期もあったらしい。
地球に来てからは、忍野村の「土呂呂の森」という場所で罠にかかってしまったものの、たまたま発見した東谷小雪に救出される。小雪には当初河童だと間違われていたが、小雪の心の広さと忍野村の住人の優しさから小雪と一緒に住むことになり、彼らから地球の忍術と地球を愛する心を学び、その際に新たな自分として再出発をするためにドロロと改名して、現在に至る。
ケロロ小隊メンバーとは小雪を介して合流することとなるが、ケロロたちには合流以前から存在を忘れていたため、ケロロたちと再会した後も、忘れられていたせいと侵略者である彼らを敵とみなしたことで一時は絶縁するものの、ヴァイパーに囚われた際彼らに助けられ、その後町中を花だらけにする「ケロン軍式花博大作戦」を通じ、ケロロ小隊のもとへと無事復帰する。
原作での初登場は連載開始から約4年が経過した第55話とかなり遅かった。そのため第1話からシルエットという形で存在自体は仄めかされていたにもかかわらず、自身の存在確認を兼ねた年賀状には"五人目"という署名しか書かれなかったなどかなりの長い間名前が出なかった。アニメでは上述のプロフィール欄通り第1シーズン第13話で初登場となったが、時期的には原作より早く再会した設定になったため、アニメ版初期では原作ではまだ未登場だったドロロが登場している話がある。
なお改名したことについて知っている人物はケロロ小隊・地球人（冬樹、夏美など）などを除けば、アニメ版のチュートン（および、アニメ版のアサシン業界の人々）・シュララ軍団・ジララなどがいる。初登場時はケロロたちからも「ゼロロ兵長」と呼ばれていた。
原作では小隊内で唯一「ポコペン」という言葉の使用をやめており、完全に地球側に回ったことを認識させる描写も多い。アニメでは改名後も「ペコポン」という言葉を使っているが、一部の回では「ちきゅう」と言っていることもあり、中間的な立場を保っている描写が多々ある。地球を愛する気持ちはほぼ原作・アニメ共に変わりは無く、作品内でも全体的に中立的な立場にいる。

### トラウマスイッチ多き男
ちょっとしたきっかけでいじめられっ子としての忌まわしい過去を思い出したり、「自分が仲間はずれになっている」と感じたりすることがあり、その時に暗くなり体育座りをし、過去のトラウマを口にしてしまう。この状態を「トラウマスイッチが入る」といい、そうなると途端に使い物にならなくなる。
このギャップは彼のキャラクターを象徴するものの1つにもなっており、劇場版1作目の彼のキャラクター紹介プロフィール欄にも特技の項目欄に「トラウマスイッチON」というものがしっかりと記載されている。
思い出のほとんどがトラウマなので、彼が零夜叉との思い出話を語った際にはタママから「ドロロ兵長にもトラウマ以外の思い出があったんですね」と言われてしまったことがあるなど、作中のキャラクターたちにも彼を象徴するものの1つがトラウマであるということはある程度確立されている模様。
このトラウマスイッチが入った状態はドロロが弱くなる最大の要因ともされているが、トラウマスイッチが入った状態で凍り付けになっていたものの冬眠状態にはなっていなかったことがあったことから、この状態が一番無敵な状態であるともとれる描写がある。
アニメではトラウマスイッチのレベルがLv1から7まであるとされており、通常一晩経てば元に戻るが、7までいくと元に戻れなくなるという設定がある。ひどくなるとドス黒いオーラを発し、誰の声も聞こえなくなる。幼少期にいじめられっ子だった点やよくトラウマスイッチが入る点から、ケロロに「不幸に耐性がある」と言われたことがある。
このトラウマを引き起こす対象についてだが、そのほとんどは主人公のケロロである。全体的に傍観者だったギロロの時もあるが、そのほとんどは幼少時代にケロロから「友達」という名目でいじめられていたことがほとんどである。
なお、ドロロのトラウマに便乗してケロロのトラウマにも変なスイッチが入ることがあり、その際は自分の所業を口走り「ゼロロ君ごめんよ」と謝り続ける。

### 存在感が薄い
小隊に合流するまで他の隊員たちから忘れられていたことからも分かるように、ドロロは「忘れられやすいキャラ」である。そのために仲間外れにされたりすることがよくあり、アニメでもナレーターにすら無視されることがある。また話している途中で他の者たちが話し始めたりするため、台詞を言い切れないことが多く、ケロロ小隊の歌ではその様子が顕著に表れる。パートナーである小雪には忘れられたことはないが、ドロロが皆に忘れられやすいことは知っている。
この存在感の薄さが上記のトラウマスイッチを引き起こす要因になっていることも少なくなく、忘れられるとトラウマスイッチが入るために逆に存在感が目立ってケロロたちに気付かれるというシーンも多々ある。
ただし話によっては忘れられていたことが幸いして難を逃れたこともある。
また、武者ケロ関連の話では戦国ラン星の空気が合うらしくいつも以上に自分の存在をアピールすることもあり、クルルからも「いつもより影が黒い」と評されていた。
本人はこの存在感の薄さについてはある程度自覚はしているようであり、ゼロロ時代でも何人かの同級生に気付かれていなかったような描写が多々あった。なおこの存在感の薄さはあくまでも「小隊とその関係者の内だけ」というものであり、アサシントップおよび宇宙一武闘会七場所優勝などの経歴から外部の人間からは知名度は高い。原作では二等兵の頃に心技体の全てにおいてアサシントップの成績を収めるも、トップであるがゆえに記憶にも記録にも残らないアサシンの境地を極めることができない、加えてアサシンにそぐわぬドロロの優し過ぎる性格をジララに突きつけられていた。

### 人物関係
普段は小雪の家に居候しており、彼女と自給自足の生活を送っている。彼女は忍としてのドロロのパートナーであり命の恩人でもある。また、二人は「宇宙を超えた心」をもつ。
小雪以外の地球人では、冬樹の行動に協力することがある。また、睦実（サブロー）と共に、よく日向家の屋根で将棋をしている。小雪が慕っている夏美とは、その場にいないことが多く、交流は割りと少なめだが、夏美はドロロが地球側であることから好意的に見ていることが多々ある。
ケロロやギロロとは幼少時から一緒に遊んだ幼馴染の間柄。元々彼は転校生であり、ケロロに初めて呼びられたことから親しくなった。彼らとは今でも仲が良いが、ケロロにはいいように扱われることがある。それでもケロロは転校して初めて出来た友達でもあるため、その存在意義はドロロの中で大きく、彼にとってケロロとギロロは大切な友達であるのには変わりはない模様。その内気な性格ゆえに友達は少なかったようで、ケロロの「友達じゃないか」という言葉に弱い部分がある。
ジョリリに対しては出会った体験が今でも自身に影響を与えているらしく、深読みをしすぎることがあるという性格がそれの表れとして出ることがたまにある。
クルルとは会話をすることが少なく、タママとの絡みも少ないが、両者ともに一目置いている描写は多々あり、特にタママに対しては先輩として優しく見守っており、タママからも先述の通り常識人として見られている。
ゾルルとは彼からライバル視されるもドロロ自身はまったく覚えておらず、ゾルルを「あの…どちら様でござる？」と忘れており、アニメでは今まで間違えられた自分の名前を言っていた。またその際にジララが遠まわしにゾルルのことを覚えているかと問うも、ドロロはやはり覚えてはいなかった。
ヴァイパーからは「我が永遠のライバル」と勝手に決め付けられているが、ドロロ本人はブラウン管越しにヴァイパーの姿を見た際に「元気そうでなにより」とコメントするほど交友的。
また動物園のベンガルトラの虎男とは一戦交えて互いの力量を認め合い、また忍犬の零夜叉とはドロロの忍術修行の仲間で互いに技を磨きあい、友情を深め合っているなど強い相手と友情を結ぶことが多い。
家族は両親と弟がいる。家族は（不明瞭な父を除いて）全員マスクをしており、母はアニメ版で頻繁に登場しているが、父親と弟は本編中に直接登場はしていない。実家はかなり裕福であり、地球（主に日本製）の玩具を持っている。また裕福だが弁当はキャベツの芯とゴボウの皮の炒め物といった質素なおかずだった。

### 話し言葉の特徴
普段の一人称は「拙者」、語尾に「〜でござる」をつけて話す。これは地球に来て忍野村で暮らしてから身に付いたものだが、小雪含めた忍野村の住人たちの誰かが使っていたというわけではなく、実際小雪にも「このご時世そんな言葉使いなんかしないよ」と不思議がられていた。呼称には「○○殿」が基本で、ケロロのことは「隊長殿」と呼ぶ。二人称は「そなた」もしくは「お主」。
地球に来る前の一人称は「僕」、語尾は「〜だよ」調、二人称は「キミ」。この口調はトラウマスイッチが入る時や動揺したときにも同様のケースが現れ、仲間を「君」付けで呼んだり、時々目が涙目状態になりながら口当ての中から鼻水を流すことがあるなど全体的に弱々しくなる。
幼年期と、忘れられた時の口癖は「ひどいよ（ケロロ君）」。プライベート度が強い時にもこの傾向がある。例外として「幽霊少女に怨念をかけられた時」などの気が狂った時には「でごじゃる」、「でごじゃりまする」となることがある。『ケロ0 出発だよ! 全員集合!!』では、アサシン訓練の成果なのか、やや感情表現が希薄（特に泣いたとき）であった。また、アニメではテンションが高くなって「俺」と言ったこともある。クシャミをする時には「ドロックショッ!!」とクシャミをする。
小隊内の無線では自分のことを「ダート1」と言う（dirt=泥）。

### その他のエピソード
- 作者の吉崎曰く、ドロロは熟考するのに3年かかったキャラクターとのこと。道徳的な意味合いを多く含むような人物像として作ったため、当初はギャグマンガに馴染めるか心配もあったらしいのだが、結果的に「作品に大きな広がりを作ってくれた」と評価している[2]。
- Yahoo! きっずのケロロ軍曹特集における人気投票ではケロロを抜き1位になっている。テレビ東京の公式サイトで5回行われた人気投票でも第3回・第4回ではケロロを抜いて3位以内に入っている[19]。
- ｢ケロロRPG 騎士と武者と伝説の海賊｣では、予約特典のクリアファイルに『テイルズ オブ ファンタジア』のクレス・アルベインと共演しているイラストが描かれている（これはドロロの声優・草尾毅がクレスの声を演じていたためである）。ゲームでは占い師から「寒いギャグを言ってる」と言われている（これもクレスと共通している）。ある条件を満たすと、ドロロがクレスの技を覚える。
- 『けものフレンズ』とのコラボレーションにて、アニマルガールとなったドロロが登場[20]。声は長妻樹里が担当する。

## ドロロが持つ記録の一覧
- 宇宙一武闘会7場所連続（第一回 - 第七回）優勝
- 第八回アサシンマジック競技会技能賞
- 第九回アサシンマジック競技会殊勲賞
- 第十回アサシンマジック競技会敢闘賞[注 22]
- 第十一回ケロン星ストリートファイト選手権新人賞
- 第十二回ケロン星ストリートファイト選手権理事長賞

## コスプレ・変身
暗殺兵・白兵戦鬼式（アサシンソルジャー・H-T-Hバトルモード）
原作第125話で登場。全身が黒っぽいアーマーに包まれている、ドロロの強化形態。頭部には角状の物がついている。手がゾルルの手とよく似た形になっている。黒目の部分も普段と違い目付きが鋭くなっている。イースター島での細菌型不定形侵略生命体との戦いの時に変身した。アニメでは『超劇場版ケロロ軍曹 誕生!究極ケロロ 奇跡の時空島であります!!』で初登場し、その後第336話Aパートでも登場した。また『ケロロRPG』でも必殺技使用時にこの形態になり敵撃破時は専用の掛け合いが見られる。
ドロロドラゴン
『超劇場版ケロロ軍曹 撃侵ドラゴンウォリアーズであります!』において竜の書の力を受けドラゴンの姿となったドロロ。口に布を巻き手には刀を持っておりこの刀を使った斬撃を使い攻撃をする。小説版では地割れを起こし、密猟者を裂け目に落としたことから善の心はなくなっていたようであるが、映画版では密猟者の車を壊すのみに留めている。